# Sanok (gmina wiejska)
Sanok – gmina wiejska w województwie podkarpackim, w powiecie sanockim. W latach 1975–1998 gmina położona była w województwie krośnieńskim.
Siedziba gminy to miasto Sanok, nie wchodzące w skład gminy.
Według danych z 30 czerwca 2004 gminę zamieszkiwało 16 597 osób.

## Historia

### 1934–1954
Gmina zbiorowa Sanok została utworzona 1 sierpnia 1934 roku w powiecie sanockim w woj. lwowskim z dotychczasowych jednostkowych gmin wiejskich: Bykowce, Czerteż, Dąbrówka Polska, Dąbrówka Ruska, Dolina, Falejówka, Jurowce, Kostarowce, Lalin, Olchowce, Pakoszówka, Płowce, Prusiek, Raczkowa, Sanoczek, Srogów Dolny, Srogów Górny, Stróże Małe, Stróże Wielkie, Trepcza, Wielopole, Wujskie, Zabłotce, Zagórz, Zahutyń, Załuż i Zasław. Gminy te przekształcono 17 września 1934 w 26 gromad (sołectw) gminy Sanok.
Po wojnie gmina znalazła się w powiecie sanockim w nowo utworzonym woj. rzeszowskim. 15 października 1948 gromady Dąbrówka Polska i Dąbrówka Ruska połączono w jedną gromadę o nazwie Dąbrówka, tym samym zmniejszając liczbę gromad do 26. 
Gmina została zniesiona 29 września 1954 roku wraz z reformą wprowadzającą gromady w miejsce gmin. Jej obszar wszedł w skład nowych gromad: Czerteż, Dąbrówka, Falejówka, Markowce, Olchowce, Pakoszówka, Trepcza, Zagórz i Załuż.

### 1973–
Gminę wiejską Sanok reaktywowano 1 stycznia 1973 w powiecie bieszczadzkim w woj. rzeszowskim w związku z kolejną reformą administracyjną. Gmina objęła:
- 29 sołectw: Bykowce, Czerteż, Dębna, Dobra, Falejówka, Hłomcza, Jędruszkowce, Jurowce, Kostarowce, Liszna, Łodzina, Markowce, Międzybrodzie, Mrzygłód, Niebieszczany,  Pisarowce, Płowce, Prusiek, Raczkowa, Sanoczek, Srogów Dolny, Srogów Górny, Strachocina, Stróże Małe, Trepcza, Tyrawa Solna, Wujskie i Załuż,
- dwa obręby ewidencyjne: Stróże Wielkie i  Zabłotce.

Nowa gmina objęła obszar znacznie większy niż w odsłonie sprzed 1954 roku, ponieważ w jej skład weszły obszary należały dawniej do niereaktywowanej gminy Mrzygłód (Dębna, Dobra, Hłomcza, Liszna, Łodzina, Międzybrodzie, Mrzygłód i Tyrawa Solna) oraz do (reaktywowanych) gmin Bukowsko (Niebieszczany) i Zarszyn (Jędruszkowce, Markowce, Pisarowce i Strachocina). Ponadto w skład nowej gminy Sanok nie weszły miejscowości Lalin i Pakoszówka (weszły w skład gminy Grabownica Starzeńska w powiecie brzozowskim) oraz miejscowości, które weszły w skład miasta Sanoka: Dąbrówka Polska i Dąbrówka Ruska (od 1961) oraz Dolina, Olchowce, Wielopole, Zagórz, Zahutyń i Zasław (od 1972).
1 czerwca 1975 roku gmina znalazła się w nowo utworzonym woj. krośnieńskim.
2 lipca 1976 do gminy Sanok włączono sołectwa Lalin i Pakoszówka ze zniesionej gminy Grabownica Starzeńska.
1 lutego 1977 z gminy Sanok wyłączono sołectwa Niebieszczany, Stróże Małe i Stróże Wielkie, które weszły w skład nowo utworzonej gminy Zagórz.
1 kwietnia 1977, dwa miesiące później, zmieniono zdanie odnośnie Niebieszczan, Stróżów Małych i Stróżów Wielkich, które włączono z powrotem do gminy Sanok.
Od 1999 ponownie w powiecie sanockim, w nowym województwie podkarpackim.
1 stycznia 2023 z gminy Sanok wyłączono części obszaru obrębu ewidencyjnego Trepcza o łącznej powierzchni 101,76 ha, włączając je do miasta Sanoka.

## Struktura powierzchni
Według danych z roku 2002 gmina Sanok ma obszar 231,38 km², w tym:
- użytki rolne: 54%
- użytki leśne: 34%

Gmina stanowi 18,89% powierzchni powiatu.

## Demografia

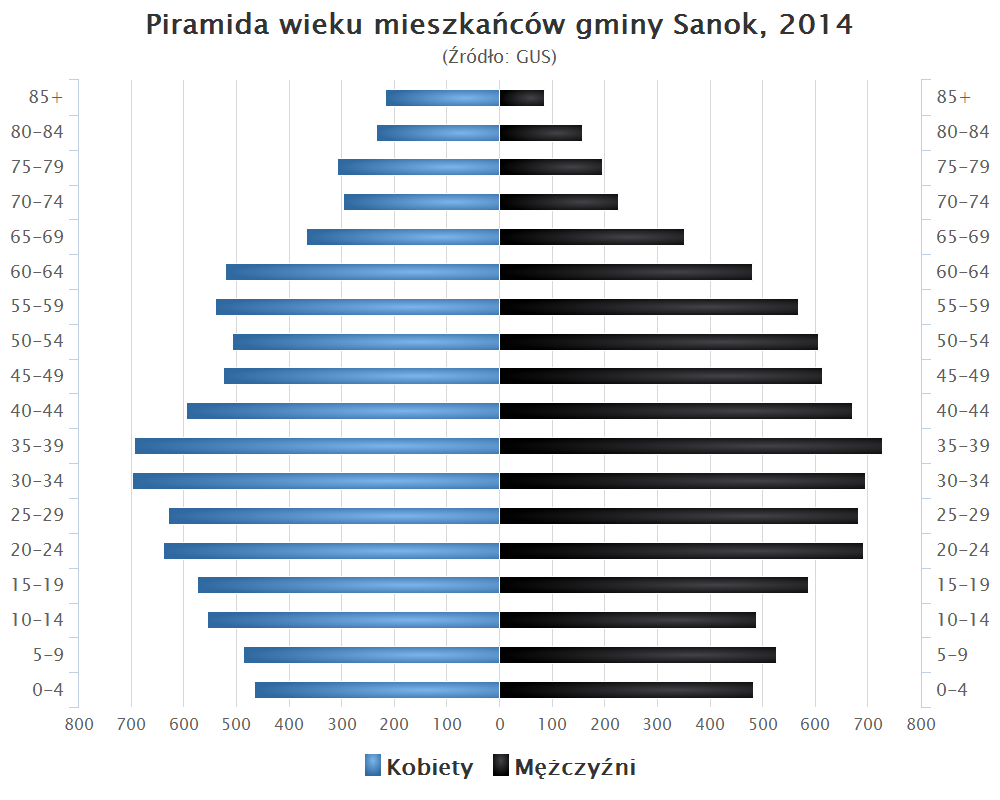
Piramida wieku mieszkańców gminy Sanok w 2014 roku

Dane z 31.12.2017 roku
| Opis                              | Ogółem | Ogółem | Kobiety | Kobiety | Mężczyźni | Mężczyźni |
| --------------------------------- | ------ | ------ | ------- | ------- | --------- | --------- |
| jednostka                         | osób   | %      | osób    | %       | osób      | %         |
| populacja                         | 17 913 | 100    | 8 939   | 49,9    | 8 974     | 50,1      |
| gęstość zaludnienia (mieszk./km²) | 77     | 77     | 38      | 38      | 39        | 39        |

## Władze
W 1990 i w 1994 wójtem Gminy Sanok był wybierany Piotr Mazur. Od 1998 wójtem Gminy Sanok był Mariusz Szmyd. Po jego próbie samobójczej 11 września 2012 roku, do zadań i kompetencji wójta została wyznaczona Anna Hałas. Mariusz Szmyd zmarł 10 maja 2013. 18 sierpnia 2013 roku w przedterminowych wyborach Anna Hałas została wybrana wójtem gminy. W wyborach samorządowych w 2014 Anna Hałas została wybrana ponownie na urząd wójta gminy Sanok.

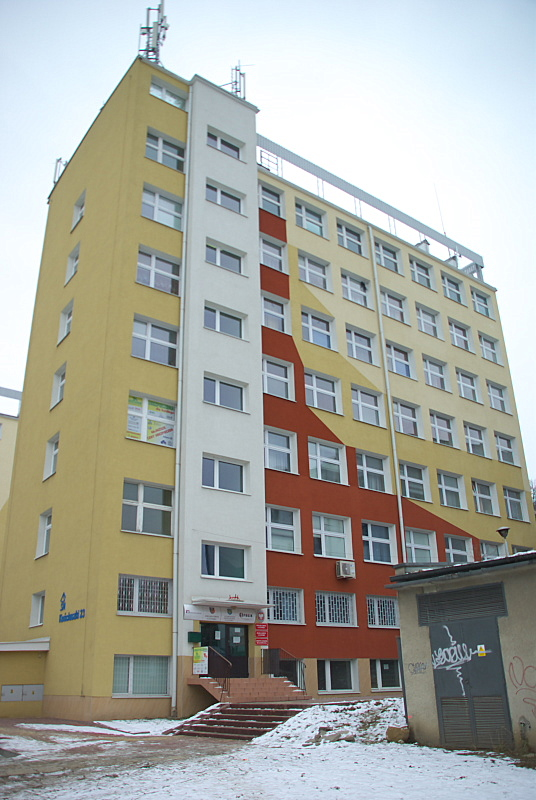
Siedziba władz gminy w Sanoku przy ul. Kościuszki 23

## Sołectwa
Bykowce, Czerteż, Dębna, Dobra, Falejówka, Hłomcza, Jędruszkowce, Jurowce, Kostarowce, Lalin, Liszna, Łodzina, Markowce, Międzybrodzie, Mrzygłód, Niebieszczany, Pakoszówka, Pisarowce, Płowce, Prusiek, Raczkowa, Sanoczek, Srogów Dolny, Srogów Górny, Strachocina, Stróże Małe, Trepcza, Tyrawa Solna, Wujskie, Zabłotce, Załuż

## Sąsiednie gminy
Bircza, Brzozów, Bukowsko, Lesko, Dydnia, Sanok (miasto), Tyrawa Wołoska, Zagórz, Zarszyn